# عبدالرسول فیروزکوهی
عبدالرسول فیروزکوهی مازندرانی (درگذشتهٔ ۱۳۲۳ قمری در تهران) روحانی شیعه از روحانیان دوره قاجاریان. او اصالتاً از اهالی فیروزکوه مازندران است ولی در تهران مقیم بود.

## تحصیلات
فیروزکوهی تحصیلاتش را در تهران نزد بزرگانی چون میرزا ابوالحسن جلوه زواره‌ای گذراند. آخوند خراسانی زمانی که در تهران درس می‌خواند هم بحث و هم حجره‌ای فیروزکوهی بود.

## تالیفات
- شرح زیارت عاشورا. این شرح یکی از مهمترین و مشهورترین آثار نامبرده می‌باشد، و این کتاب در شرح زیارت عاشورا به زبان عربی نوشته شده‌است.[۱]
- انشاء الصلوات علی امام العصر.
- رسالهٔ شطرنجیه. نامبرده این کتاب را به زبان عربی تألیف کرد،[۲] و فرزندش علی عبدالرسولی آن را به فارسی ترجمه کرده‌است.[۳]
- رسالة فی العقد علی الصغیرة.
- رسالة فی اشتراط القربة فی العبادة تمسکاً بآیة البینة.
- رسالة فی الأوانی.
- حواشی علی روض الجنان فی شرح إرشاد الأذهان.
- حاشیة علی أسرار الصلاة.

## درگذشت
فیروزکوهی در واقعه وبای سال ۱۳۲۳ ق در تهران درگذشت.

## فرزندان
فیروزکوهی دارای چهار پسر و دو دختر بود. یکی از دختران وی نطاق النسوان و چهار پسرش علی عبدالرسولی، شیخ الملک اورنگ، محمد فقیه زاده و یک تن دیگر بوده‌اند. یکی از نوادگان معروف خود مرتضی عبدالرسولی است.